# Dig (banda)
Dig es un grupo musical de rock de Los Ángeles, California.

## Historia
El grupo Dig se forma en el año 1991 en Los Ángeles. Estaría formado por el vocalista Scott Hackwith que habría producido anteriormente a The Ramones, a la guitarra Dix Denney que ya había tocado la guitarra en bandas como The Weirdos y Thelonious Monster. Después de lanzar su primer EP en 1992, firman un contrato con la discográfica Radiactive Records donde sacan su primer LP de larga duración en 1993. El sencillo "Believe" se convertiría en todo un fenómeno donde lo emitían con regularidad en diferentes medios musicales de televisión. and was their lone charting hit, reaching #19 on the Billboard Modern Rock chart and #34 on the Mainstream Rock chart. La banda sacaría posteriormente dos discos más en 1996 y 1999. Actualmente siguen tocando.

## Miembros
- Scott Hackwith - voz, guitarra
- Dix Denney - guitarra
- Jon Morris - guitarra
- Phil Friedmann - bajo
- Matt Tecu - Batería

## Discografía
- Runt EP (Wasteland Records, 1992)
- Dig (Radioactive/MCA, 1993)
- Defenders of the Universe (Radioactive/MCA, 1996)
- Life Like (Uptown/Universal, 1999)